# 大栄稲荷神社
大栄稲荷神社（だいえいいなりじんじゃ）は、東京都中央区新川の神社。創建当時は富籤の発行などがあり大いに賑わっていたらしいが、現在は日本橋川と亀島川に囲まれたオフィス街の裏路地の閑静な場所にたたずんでいる。

## 歴史
1768年の霊岸橋際埋立の完成の際に付近住民地の浄めの神として伏見稲荷の御分霊を勧請して創建した。
当時は霊岸橋ぎわの一角を占め、神社では富籤の発行や周辺には茶屋等もあり、大いに賑わっていたといわれている。
1923年の関東大震災の被害を受け、その後区画整理等で社地が減少され現在に至る。

## 交通アクセス
- 茅場町駅より徒歩3分。
- 水天宮前駅より徒歩7分。
- 八丁堀駅より徒歩10分。
- 日本橋駅より徒歩11分。